# Rina Einy
Rina Einy (29 maart 1965) is een tennisspeelster. Ze is geboren in India, maar komt sinds 1981 uit voor het Verenigd Koninkrijk.
In 1983 speelde Einy haar eerste grandslamtoernooi op Wimbledon 1983, zowel in het enkelspel als op het damesdubbeltoernooi, samen met landgenote Amanda Brown. Haar enige gewonnen grandslampartij speelde zij in de eerste ronde van het gemengd dubbelspel van Wimbledon 1984, samen met landgenoot Stuart Bale.
Op de Olympische Zomerspelen van 1984 in Los Angeles speelde ze in de eerste ronde tegen de Italiaanse Raffaella Reggi – zij verloor met 0-6, 0-6.
Na haar tenniscarrière presenteerde ze een podcast over professioneel tennis. Ze speelt squash op Europees niveau.
Rina Einy is getrouwd met Manuel Margulies, met wie zij in België een kledingbedrijf genaamd Textyle International oprichtte.

## Resultaten grandslamtoernooien
| Legenda | Legenda                          |
| ------- | -------------------------------- |
| g.t.    | geen toernooi gehouden           |
| l.c.    | lagere categorie                 |
| –       | niet deelgenomen                 |
| G       | uitgeschakeld in de groepsfase   |
| 1R      | uitgeschakeld in de eerste ronde |
| 2R      | uitgeschakeld in de tweede ronde |
| 3R      | uitgeschakeld in de derde ronde  |
| 4R      | uitgeschakeld in de vierde ronde |
| KF      | uitgeschakeld in de kwartfinale  |
| HF      | uitgeschakeld in de halve finale |
| F       | de finale verloren               |
| W       | het toernooi gewonnen            |
| w-v     | winst/verlies-balans             |

### Enkelspel
| toernooi        | 1983 | 1984 | 1985 |
| --------------- | ---- | ---- | ---- |
| Australian Open | –    | –    | –    |
| Roland Garros   | –    | 1R   | 1R   |
| Wimbledon       | 1R   | 1R   | 1R   |
| US Open         | –    | –    | –    |

### Vrouwendubbelspel
| toernooi        | 1983 | 1984 | 1985 |
| --------------- | ---- | ---- | ---- |
| Australian Open | –    | –    | –    |
| Roland Garros   | –    | 1R   | –    |
| Wimbledon       | 1R   | 1R   | 1R   |
| US Open         | –    | –    | –    |

### Gemengd dubbelspel
| toernooi        | 1984 |
| --------------- | ---- |
| Australian Open | g.t. |
| Roland Garros   | –    |
| Wimbledon       | 2R   |
| US Open         | –    |